# Francesco Albani (ciclista)
Francesco Albani (Arcola, 25 febbraio 1912 – La Spezia, 7 luglio 1997) è stato un ciclista su strada italiano, professionista e indipendente dal 1936 al 1948. Prese il via a quattro edizioni del Giro d'Italia, oltre che a numerose classiche del panorama italiano; la vittoria più prestigiosa fu la Coppa Bernocchi 1937.

## Palmarès
- 1935 (dilettanti)

Targa d'Oro Città di Legnano
- 1937 (U.S. Parmense)

Coppa Bernocchi
La Nazionale a Romito Magra
Campionati italiani, Prova in linea indipendenti
- 1938 (Wolsit, una vittoria)

Trofeo Moschini
- 1948 (Muggiano)

Gran Premio Ceramisti

## Piazzamenti

### Grandi Giri
- Giro d'Italia

1937: ritirato
1938: ritirato
1939: ritirato
1940: 47º

### Classiche monumento
- Milano-Sanremo

1936: 40º
1940: 38º
- Giro di Lombardia

1940: 24º